# أنس العبدة
أنس العبدة (مواليد دمشق، سوريا 1967)؛ سياسي معارض سوري ورئيس «الائتلاف الوطني لقوى الثورة والمعارضة السورية» منذ انتخابه في 5 مارس 2016 كما أنه مؤسس حزب حركة العدالة والبناء السوري المعارض ورئيسه منذ تأسيسه في المهجر عام 2006.

## نشأته وحياته العملية
ولد أنس العبدة في العاصمة السورية دمشق عام 1967. درس الجيولوجيا في جامعة اليرموك بالأردن وتخرج منها. حاصل على درجة الماجستير في الجيوفيزياء من جامعة اليرموك. بعد ذلك انتقل إلى بريطانيا وعمل هناك في الإدارة التقنية.

## العمل السياسي
- منذ شبابه كان العبدة معارضاً للنظام الحاكم في سوريا.
- يتهمه البعض بـ «انتمائه سابقاً إلى جماعة الإخوان المسلمين في سوريا» بينما يرى آخرون أنه «معتدل».
- كان لفترة ماضية رئيساً لما عرف بـ «إعلان دمشق» المعارض في الخارج والذي برز بعد تولي الرئيس بشار الأسد رئاسة سوريا.
- عمل لفترة في ما سمي بـ «جبهة الخلاص الوطني».
- أسس عام 2006 «حركة العدالة والبناء» السورية المعارضة في لندن وهو يرأسها منذ ذلك الحين.
- يتهمه البعض بـ «تلقي أموال من عدة جهات أميركية لتمويل قناة بردى في بريطانيا» ويقال بأن هذا هو السبب في تخلي الإخوان المسلمين عنه بعد ذلك.
- العبدة أحد مؤسسي «المجلس الوطني السوري» الذي تأسس عام 2011 بعد فترة من اندلاع الأزمة السورية.
- عين لفترة في الأمانة العامة للمجلس الوطني.
- شارك العبدة في تأسيس «الائتلاف الوطني لقوى الثورة والمعارضة السورية» عام 2012 .
- بعد ذلك عمل عضواً في الهيئة السياسية للائتلاف.
- لعب دوراً في تشكيل «الهيئة العليا للمفاوضات» التي تشكلت بعد مؤتمر الرياض عام 2015 .
- كان عضواً في الوفد المفاوض عن المعارضة السورية في مفاوضات جنيف الثالثة في فبراير 2016 بشأن إيجاد حل للأزمة السورية.
- انتخبته الهيئة العامة للائتلاف رئيسأ للائتلاف خلفاً لـ خالد خوجة وذلك يوم السبت 5 مارس 2016 بحصوله على 63 صوت من أصل 103.[1][2]